# Surahammars landsfiskalsdistrikt
Surahammars landsfiskalsdistrikt var 1918–1964 ett landsfiskalsdistrikt i Västmanlands län, bildat som Ramnäs landsfiskalsdistrikt när Sveriges indelning i landsfiskalsdistrikt trädde i kraft den 1 januari 1918, enligt beslut den 7 september 1917. Den 1 januari 1963 (enligt kungörelsen den 14 december 1962) ändrades distriktets namn till Surahammars landsfiskalsdistrikt. Den 1 januari 1965 avskaffades i Sverige samtliga landsfiskaler och landsfiskalsdistrikt, och deras arbetsuppgifter delades upp på de nyskapade indelningarna polisdistrikt, åklagardistrikt och kronofogdedistrikt.
Landsfiskalsdistriktet låg under länsstyrelsen i Västmanlands län.

## Ingående områden
När Sveriges nya indelning i landsfiskalsdistrikt trädde i kraft den 1 oktober 1941 (enligt kungörelsen den 28 juni 1941) överfördes Lillhärads landskommun till Västerås landsfiskalsdistrikt och kommunerna Berg och Svedvi landskommun till Kolbäcks landsfiskalsdistrikt. Samtidigt tillfördes kommunerna Fläckebo, Haraker och Skultuna från det upplösta Skultuna landsfiskalsdistrikt. Den 1 januari 1946 (enligt beslut den 21 december 1945) överfördes Skultuna landskommun till Västerås landsfiskalsdistrikt. När Sveriges nya indelning i landsfiskalsdistrikt trädde i kraft den 1 januari 1952 (enligt kungörelsen 1 juni 1951) ändrades distriktets omfattning. Den 1 januari 1963 sammanslogs Ramnäs och Sura landskommuner för att bilda den nya kommunen Surahammars landskommun, utan att det medförde någon ändring för landsfiskalsdistriktets omfattning. 

### Från 1918
Snevringe härad:
- Bergs landskommun
- Ramnäs landskommun
- Sura landskommun
- Svedvi landskommun

Tuhundra härad:
- Lillhärads landskommun

### Från 1 oktober 1941
Norrbo härad:
- Fläckebo landskommun
- Harakers landskommun
- Skultuna landskommun

Snevringe härad:
- Ramnäs landskommun
- Sura landskommun

### Från 1946
Norrbo härad:
- Fläckebo landskommun
- Harakers landskommun

Snevringe härad:
- Ramnäs landskommun
- Sura landskommun

### Från 1 januari 1952
- Ramnäs landskommun
- Sura landskommun

### Från 1 januari 1963
- Surahammars landskommun